# Kirche der Geburt des Herrn (Opočno)
Kirche der Geburt des Herrn (tschechisch Kostel Narození Páně) ist eine der zwei aktiven römisch-katholischen Kirchen in der ostböhmischen Stadt Opočno. Bis 1950 diente sie als Klosterkirche der Kapuziner. 

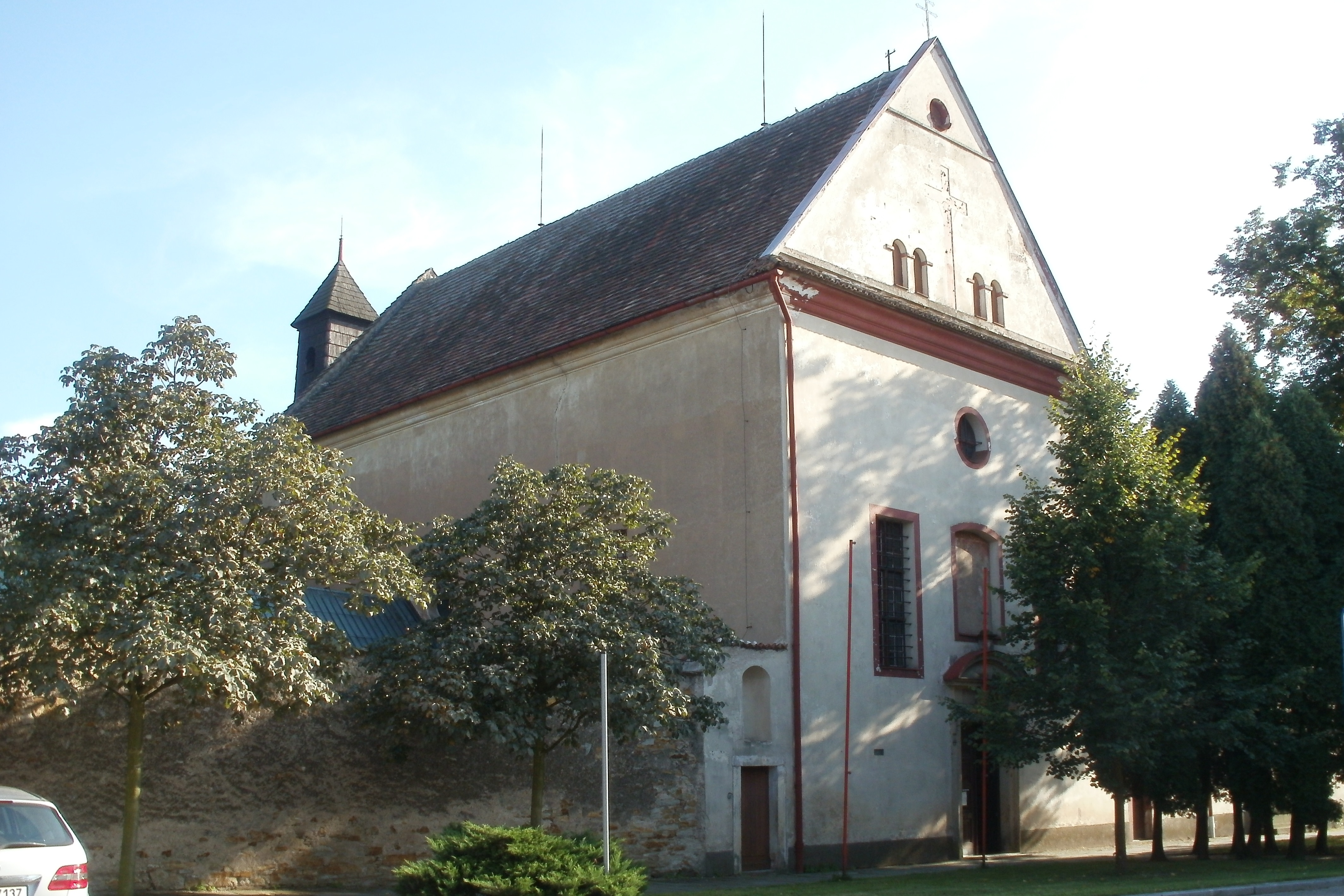
Klosterkirche der Geburt des Herrn in Opočno

## Geschichte

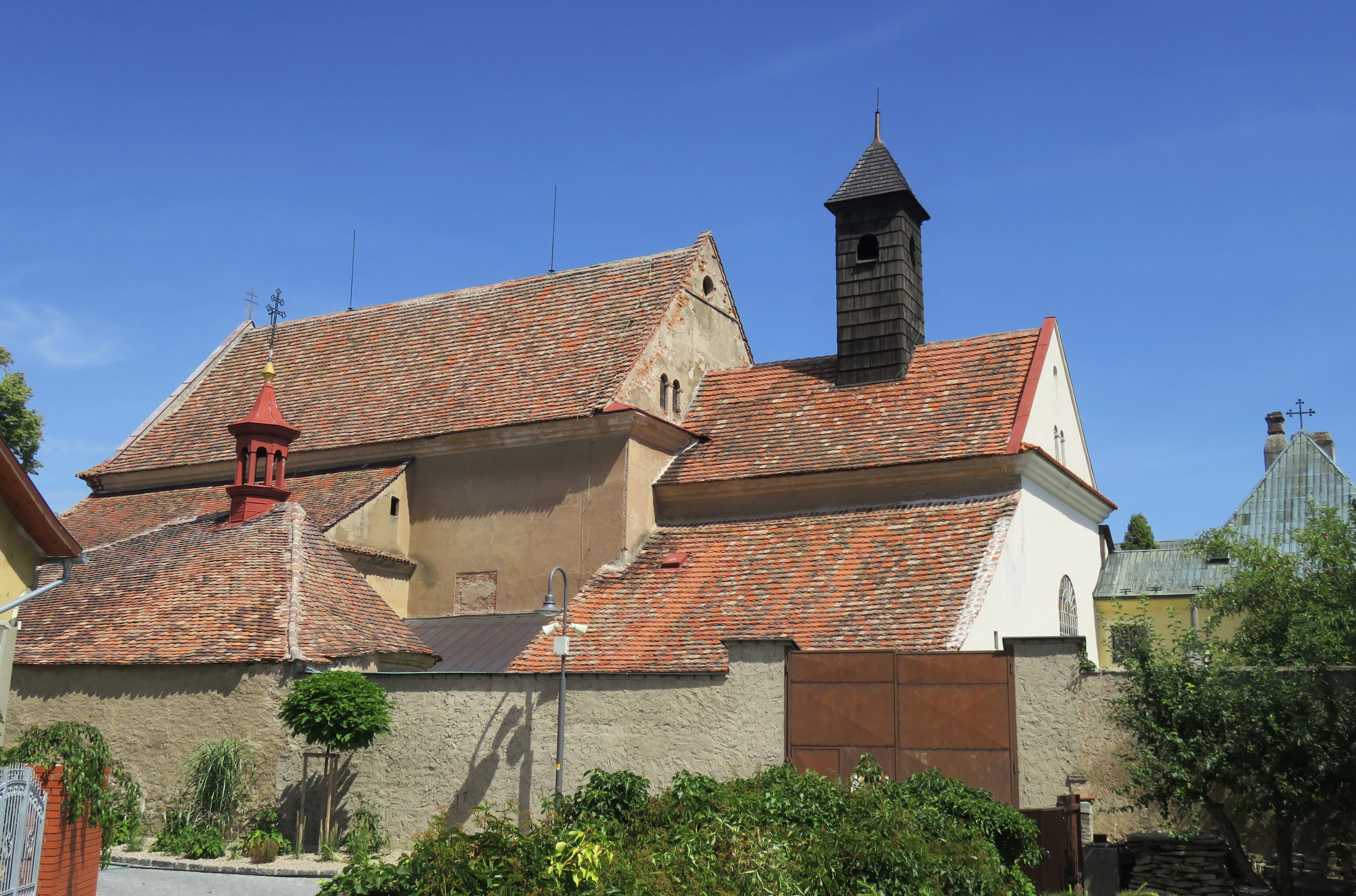
Die Kirche von Süden aus gesehen

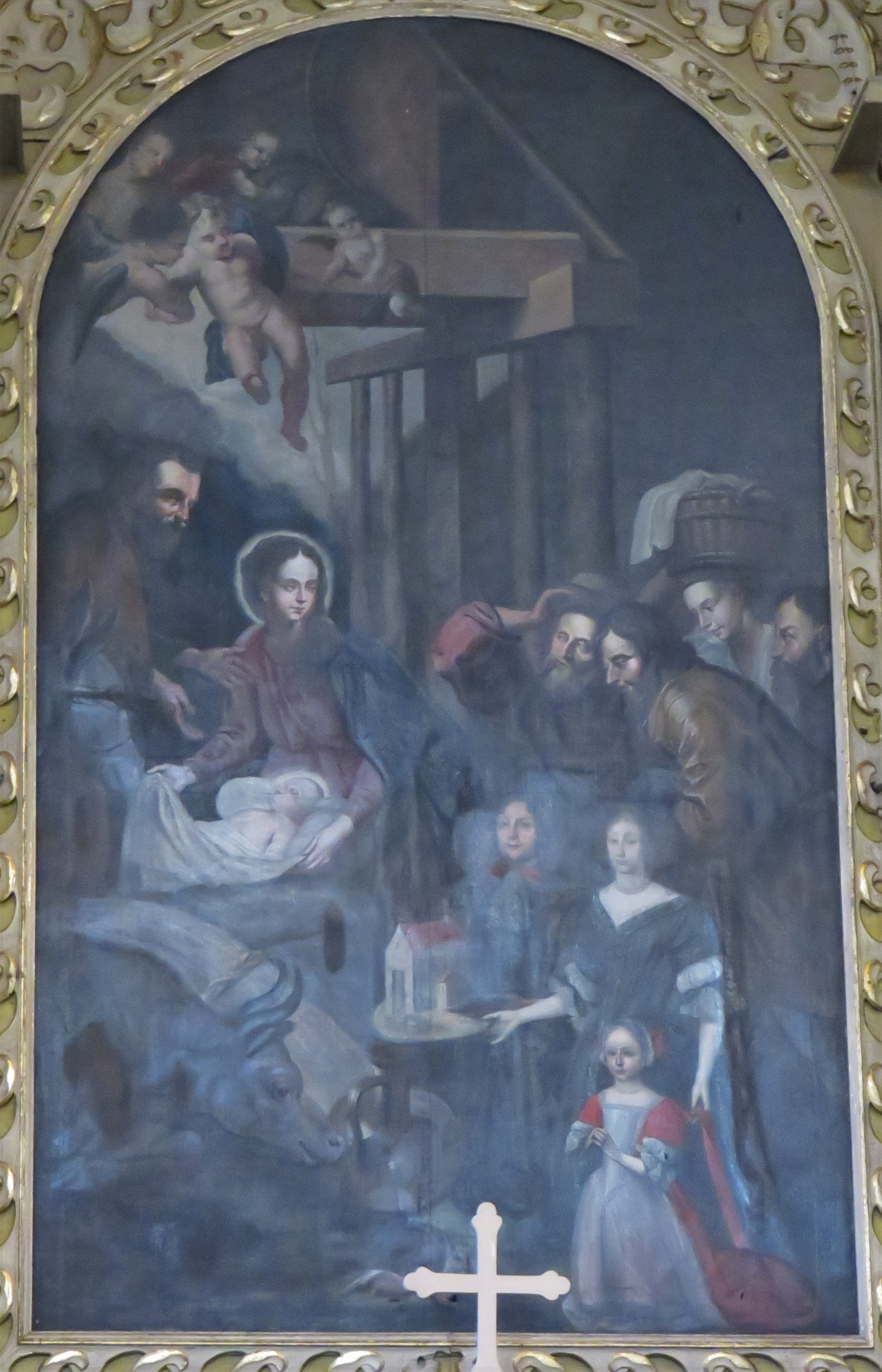
Bild auf dem Hauptaltar mit der Gründerfamilie Colloredo

Die Kirche wurde zusammen mit dem anliegenden Kapuzinerkloster im Auftrag des Grafen Ludwig Colloredo-Wallsee errichtet. Die Gründung des Klosters in Opočno wurde 1673 vom Provinzkapitel des Kapuzinerordens im Zuge der Rekatholisierungsbestrebungen im protestantischen Gebiet beschlossen. Der Grundstein zur Klosteranlage wurde am 30. Juni 1674 gelegt. Die Kirche wurde 1676–78 am neu errichteten Großen Platz (heute Kupkovo náměstí) vom Architekten P. Bruno aus Budweis und vom italienischen Baumeister Bernardo Minelli gebaut. Die ersten Kapuziner kamen am 23. Mai 1677, ein Jahr vor Vollendung der Kirche, in Opočno an.
Nachdem die Kirche 1733 den Flammen zum Opfer gefallen war, wurde sie bis 1735 renoviert. Aus dieser Zeit stammt der überwiegende Teil der Ausstattung einschließlich der Altäre, Bilder und der Kanzel. 
Während der Zeit des Kommunismus in der Tschechoslowakei wurden die Kapuziner 1950 aus dem Kloster vertrieben und enteignet und die Klostergebäude verstaatlicht. Seit 2015 fordern sie die Rückgabe ihres verlorenen Besitzes. Dabei beabsichtigen sie, das Klosterareal der Stadt Opočno kostenlos zu übereignen. Die Kirche bleibt jedoch in kirchlichem Besitz.

## Beschreibung

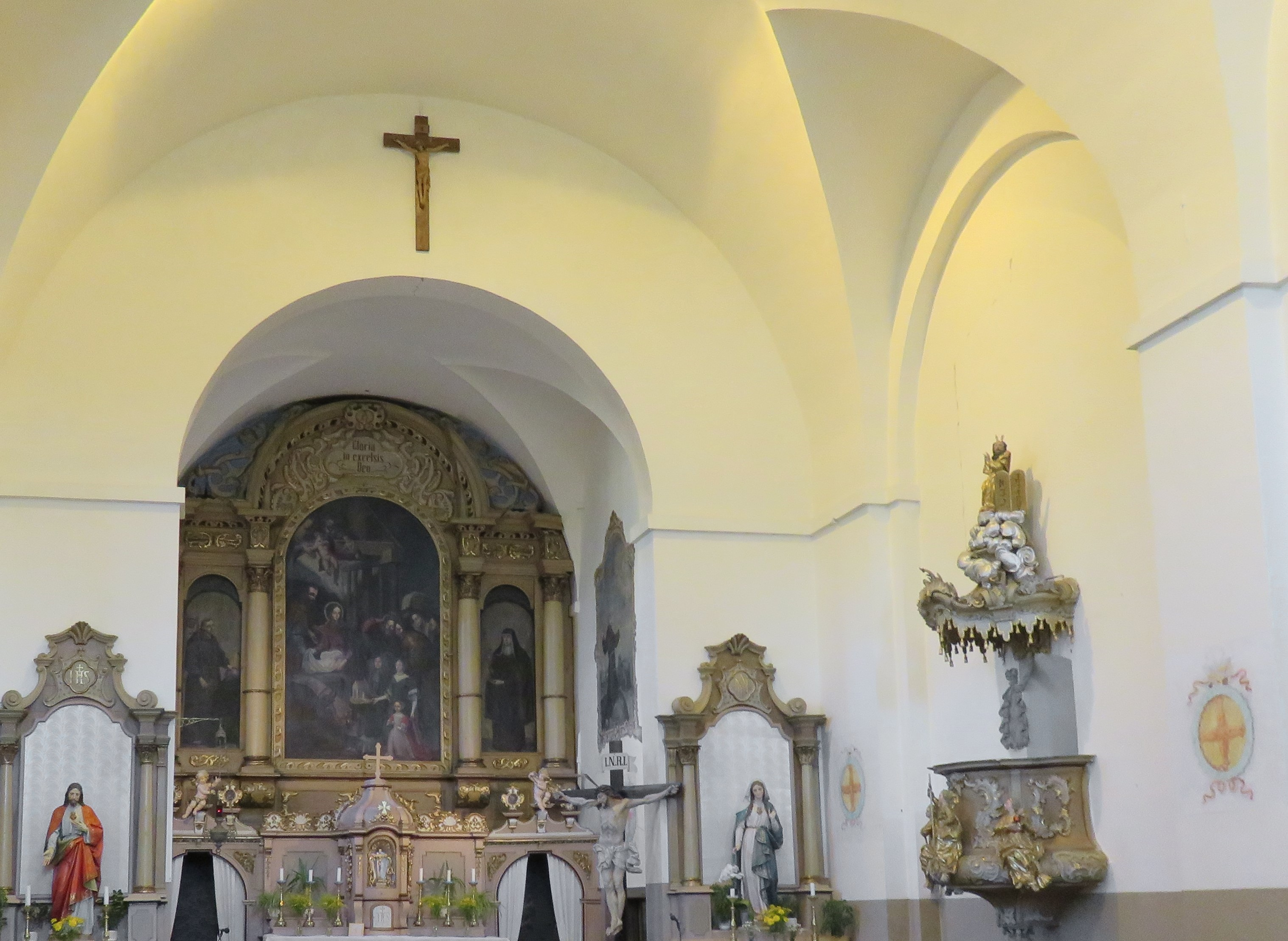
Innenausstattung der Kirche

Das für Bettelordenskirchen typische einfache einschiffige Gebäude ist nach Südosten ausgerichtet. 
Das Hauptaltargemälde stammt aus der ersten Hälfte des 18. Jahrhunderts. Es stellt die Geburt Christi dar. Abgebildet ist auch der Gründer Ludwig Colloredo von Waldsee mit seiner Frau Maria Eleonora von Sinzendorf und ihrer einzigen Tochter Maria Antonia. 
Die Seitenaltargemälde stellen die hll. Franziskus von Assisi und Klara dar, die Begründer des Franziskanerordens.
An der rechten Wand steht eine hölzerne Kanzel aus der ersten Hälfte des 18. Jahrhunderts. Auf dem Schalldeckel befindet sich eine Moses-Statue. Der Kanzel-Korpus ist mit den Allegorien der drei göttlichen Tugenden verziert.
Der Ambo sowie der Volksaltar wurden 1979 von Václav Hartman entworfen und geschaffen.